# Таємничий ліс
Таємничий ліс (англ. The Village) — американський гостросюжетний фільм 2004 року режисера М. Найт Ш'ямалан. У ролях: Брайс Даллас Говард, Хоакін Фенікс, Адріен Броуді, Вільям Херт, Сігурні Вівер та Брендан Глісон. Фільм розповідає про село, населення якого живе в страху перед істотами, що населяють ліс за ним, іменованим «Тими, про кого ми не говоримо».
Фільм отримав неоднозначні відгуки, багато критиків висловили розчарування закінченням фільму.. Фільм мав фінансовий успіх, оскільки зібрав у всьому світі 257 мільйонів доларів проти бюджету виробництва в 60 мільйонів доларів.

## Сюжет
Мешканці невеличкого, ізольованого, типового для ХІХ століття села Ковінгтон штату Пенсильванія живуть у постійному страху перед «Тими, про кого не говорять», безіменними людиноподібними істотами, що мешкають у навколишніх лісах. Для розмежування території з лісовими істотами селяни спорудили огорожу зі стовпів на яких постійно горять масляні ліхтарі та сторожові вежі з вартовими. Лісові монстри та люди із селища не порушують кордони своїх територій за давньою угодою, а червоний колір вважається «дурним» через те, що приваблює монстрів.
Після похорону семирічного сина одного зі старійшин села, який, вочевидь, помер від нестачі ліків, рада старійшин відхиляє прохання Луція Ханта про надання йому дозволу пройти крізь ліси, щоб придбати медикаменти в місті, що розташовано по той бік лісу. Мати Луція, яка також є однією зі старійшин, сварить сина за бажання відвідати місто, яке селяни описують як лихе. Старійшини також мають таємниці, нагадування про які зберігають у прихованих чорних скриньках, щоб не забути про те зло і трагедії, яке змусило їх колись покинути місто та оселитись в Ковінгтоні.
Одного разу Люцій порушив кордон і зайшов у ліс, після чого істоти залишають застереження у вигляді смуг червоної фарби на всіх дверях селян.
Айві Елізабет Вокер, сліпа дочка головного старійшини Едварда Вокера, зізнається Люцію, що закохана в нього, і дізнається про взаємність почуттів. Вони домовляються зіграти весілля, але Ной Персі, молодий чоловік з очевидною вадою розвитку, завдає Луцію декілька ножових поранень, бо також закоханий у Айві. Ноя зачиняють у кімнаті, поки він очікує рішення щодо своєї долі. Луцій у вкрай важкому стані не приходить до тями та вочевидь помре без медикаментів.
Едвард всупереч бажання інших старійшин, погоджується відпустити Айві через ліс до міста, щоб придбати ліки для Люція. Перед тим, як вона піде, Едвард пояснює, що істоти, які населяють ліс, насправді є вигаданими, а для нагадування про їх начебто існування старійшини громади переодягаються в костюми монстрів, намагаючись налякати та стримати інших від спроб покинути селище. Айві та двоє молодиків вирушають до лісу, але вони майже відразу полишають її саму через страх до істот, обгрунтовуючи це тим, що істоти пощадять Айві із жалю до неї. Під час подорожі лісом одна із істот раптово нападає на Айві. Вона заманює істоту до глибокої ями, в яку до цього ледь не впала сама, де та гине від падіння. Істотою насправді був Ной, одягнений в один із костюмів монстрів, який виявив під дошками підлоги кімнати, де він був ув'язнений .
Айві врешті-решт знаходить собі шлях до дальнього узлісся, де натрапляє на високу, покриту плющем стіну. Після того, як вона перелізла через стіну, молодий рейнджер парку на ім'я Кевін помічає Айві і вражений, почувши, що вона вийшла з лісу. Ліс насправді є заповідником дикої природи Вокера, названим на честь родини Айві, оскільки це сучасна епоха замість 19 століття, як вважають жителі села. Айві дає Кевіну список ліків, які вона повинна придбати, а також дарує йому золотий кишеньковий годинник в якості оплати.
У цей час виявляється, що село було засноване наприкінці 1970-х. Едвард Вокер, тодішній професор американської історії в Пенсильванському університеті, закликає інших людей, яких зустрів у центрі психологічної допомоги, долучитися до створення місця, де вони могли б підтримувати себе і захищатись від будь-якої небезпеки зовнішнього світу. Всіх цих людей пов'язує страждання від нещодавніх втрат близьких людей, які стали жертвами злочинів. Вони побудували Ковінгтон посеред заповідника дикої природи, придбаного за рахунок родинного багатства Едварда. Головний охоронець парку говорить Кевіну, що Волкер Естейт платить уряду утримувати весь заповідник забороненою для польоту зоною, одночасно фінансуючи рейнджерський корпус, який гарантує, що ніхто не порушить територію заповідника. Кевін непомітно дістає запитані ліки зі своєї рейнджерської станції, і Айві повертається до села з медикаментами, залишившись необізнаною про справжню ситуацію.
Під час відсутності Айві старійшини таємно відкривають свої чорні скриньки, кожна з яких містить пам'ятки з їхнього життя у зовнішньому світі, включаючи предмети, пов'язані з їхніми минулими травмами. Старійшини збираються біля ліжка Люція, коли чують, що Айві повернулася і що вона вбила одного з монстрів. Едвард звертається до скорботної матері Ноя, що його смерть дозволить їм продовжувати обманювати решту жителів села, що в лісі є істоти. Айві заходить до кімнати і каже Люцію, що вона повернулася.

## В ролях
| Актор               | Роль                |
| ------------------- | ------------------- |
| Брайс Даллас Говард | Айві Елізабет Вокер |
| Хоакін Фенікс       | Луцій Хант          |
| Едрієн Броуді       | Ной Персі           |
| Вільям Герт         | Едвард Вокер        |
| Сігурні Вівер       | Еліс Хант           |
| Брендан Глісон      | Август Ніколсон     |
| Черрі Джонс         | пані Клак           |
| Селія Вестон        | Вів'єн Персі        |
| Франк Коллісон      | Віктор              |
| Джейн Аткінсон      | Табіта Вокер        |
| Джуді Грір          | Кітті Вокер         |
| Френ Кранц          | Крістоф Крейн       |
| Liz Stauber         | Беатріс             |
| Майкл Пітт          | Фйнтон Коін         |
| Джессі Айзенберг    | Джеймісон           |
| М. Найт Ш'ямалан    | рейнджер за пультом |

## Виробництво
Спочатку фільм отримав назву «Ліси» (The Woods), але назву було змінено, оскільки фільм, який випускався режисером Лакі МакКі, «Ліс» (2006), вже мав таку назву. Як і інші постановки Ш'ямалана, цей фільм мав високий рівень секретності, щоб захистити очікуваний поворот, який був відомою фішкою Ш'ямалана. Попри всі заходи, сценарій був викрадений за рік до виходу фільму, що спричинило багато «попередніх оглядів» фільму на кількох вебсайтах з кінофільмами та багато здогадок від фанатів щодо деталей сюжету. Селище, побачене у фільмі, було повністю збудоване на одному полі околиці селища Чаддс-Форд Тауншип штату Пенсільванія. Сусіднє поле містило тимчасову звукову сцену на місці. Виробництво фільму розпочалось у жовтні 2003 року із затримками, оскільки деякі сцени, що потребували жовтого кольору листя, не могли бути зняті через пізню осінь через що деякі сцени були відзняті в середині грудня того ж року. У квітні та травні 2004 року кількох головних акторів було викликано на знімальний майданчик знову. У звітах зазначалося, що це мало щось спільне зі зміною кінцівки фільму і насправді остаточна кінцівка фільму відрізняється від закінчення вкраденої версієї сценарію, що з'явилася роком раніше. Вкрадений сценарій закінчується після того, як Айві перелізла через стіну та їй допомагає водій вантажівки, тоді як у кіноверсії Айві зустрічається з охоронцем парку та сценами, де вона повертається до села.